# Grote Scheldeprijs 1994
Il Grote Scheldeprijs 1994, ottantesima edizione della corsa, si svolse il 13 aprile per un percorso di 203 km, con partenza ed arrivo a Schoten. Fu vinto dal belga Peter Van Petegem della squadra Trident-Schick davanti al connazionale Dirk De Wolf e all'uzbeco Džamolidin Abdužaparov.

## Ordine d'arrivo (Top 10)
| Pos. | Corridore              | Squadra                        | Tempo    |
| ---- | ---------------------- | ------------------------------ | -------- |
| 1    | Peter Van Petegem      | Trident-Schick                 | 4h44'00" |
| 2    | Dirk De Wolf           | Novemail-Histor-Laser Computer | a 6"     |
| 3    | Džamolidin Abdužaparov | Polti-Vaporetto                | a 14"    |
| 4    | Adriano Baffi          | Mercatone Uno-Medeghin         | s.t.     |
| 5    | Jelle Nijdam           | Wordperfect                    | s.t.     |
| 6    | Hendrik Redant         | ZG Mobili-Selle Italia         | s.t.     |
| 7    | Michel Cornelisse      | TVM-Bison Kit                  | s.t.     |
| 8    | Silvio Martinello      | Mercatone Uno-Medeghin         | s.t.     |
| 9    | Michel Vanhaecke       | Lotto                          | s.t.     |
| 10   | Wim Omloop             | Lotto                          | s.t.     |